# Лунёв, Игорь Васильевич
Игорь Васильевич Лунёв (укр. І́гор Васи́льович Луньо́в; род. 25 апреля 1962) — украинский военачальник. Командующий Сил специальных операций ВС Украины с января 2016 по август 2020 года, генерал-лейтенант Вооружённых сил Украины (2017).

## Биография
Служил в вооружённых силах СССР, окончил Одесское высшее артиллерийское командное училище, Академию вооружённых сил Украины (1997—1999) и Национальную академию обороны Украины (2004—2005).
В 2001—2003 годах был командиром 25-й отдельной Днепропетровской воздушно-десантной бригады. Затем — заместитель начальника штаба 6-го армейского корпуса.
По состоянию на июнь 2014 — заместитель командующего высокомобильных десантных войск по боевой подготовке. По состоянию на август 2015 — начальник штаба—первый заместитель командующего Десантно-штурмовых войск Украины. Осуществлял планирование и руководство подразделениями десантных войск при ведении боевых действий с вооружёнными формированиями сепаратистов. Славянск, Краматорск, Дебальцево, Углегорск, Ждановка, Нижняя Крынка, а также лично возглавлял операции по ликвидации сепаратистов на блокпостах и в районах их базирования.
С 3 октября 2014 непосредственно руководил группировкой сил и средств, которая временно занимала международный аэропорт «Донецк».
14 октября 2015 года получил звание генерал-майора. С момента создания Сил специальных операций Украины в январе 2016 года назначен командующим. 5 декабря 2017 года получил звание генерал-лейтенанта.

«Речь шла о том человеке, который мог бы возглавить процесс формирования сил специальных операций, которая имела для этого соответствующий опыт в том числе и боевой, которая имеет соответствующий организационный опыт, волевые качества и теоретические знания. Исходя из этих условий — остановились на кандидатуре Лунёва».
— начальник Генерального штаба Украины Виктор Муженко
1 ноября 2018 года включён в санкционный список России.
20 мая 2019 года Игорь Лунёв вместе с главой СБУ Василием Грицаком не поприветствовал избранного президента Украины Владимира Зеленского во время инаугурации, но позднее дал разъяснение по этому инциденту, объяснив это волнением.
Среди вероятных причин отставки называлась неудовлетворительная деятельность генерала Лунёва на посту командующего ССО.

Последние два года Силы специальных операций буксовали на месте, а безынициативность предыдущего командующего генерал-лейтенанта Игоря Лунева привела к тому, что многие специалисты начали уходить из ССО … влияние на развитие ССО у генерала Лунева было минимальным, каждая часть ССО «варилась в собственном соусе», а заместителям он не давал работать, окружив себя преданными, но непрофессиональными людьми.
— Заместитель секретаря Совета национальной безопасности и обороны Украины генерал Сергей Кривонос

## Награды
- Орден Богдана Хмельницкого II степени (28 июня 2015) — «за личное мужество и высокий профессионализм, проявленные в защите государственного суверенитета и территориальной целостности Украины, верность военной присяге»[10];
- Орден Богдана Хмельницкого III степени (21 октября 2014) — «за личное мужество и героизм, проявленные в защите государственного суверенитета и территориальной целостности Украины, верность военной присяге»[11];
- Медаль «За безупречную службу» III степени (10 июля 2002) — «за весомый личный вклад в обеспечение обороноспособности Украины, образцовое выполнение воинского долга»[12].